# FK Volgar Astracã
O Futbolniy Klub Volgar (em russo: Футбольный Клуб "Волгарь") é um clube de futebol russo profissional da cidade de Astracã, fundado em 1925. Atualmente joga a Primeira Divisão Russa, equivalente a segunda liga nacional mais importante. A primeira é a Liga Premier Russa.
O clube foi fundado como Pishchevik Astracã através da união voluntária da Sociedade Desportiva de Alimentos de Astracã. A primeira equipe era formada principalmente, de trabalhadores da fábrica de pescado de Astracã.
Em 1971 a equipe, já como Volgar, conseguiu um histórico acesso a  Primeira Liga Soviética, sendo rebaixado na temporada seguinte, e nunca mais voltou a máxima competição, tanto na era soviética como na russa.
A equipe teve os seguintes nomes ao longo de sua historia:
- Pishchevik (1925-1958)
- Trud (1958-59)
- Volgar (1960-94, 2012-presente)
- Volgar-Gazprom (1995-07), (2010-)
- Volgar-Gazprom-2 (2007-10)